# Armenische Davis-Cup-Mannschaft
Die armenische Davis-Cup-Mannschaft ist die Tennisnationalmannschaft Armeniens, die das Land im Davis Cup vertritt. Organisiert wird sie durch die Armenian Tennis Association.

## Geschichte
Armenien nimmt seit 1996 am Davis Cup teil. Bis 1991 traten armenische Tennisspieler für die Sowjetunion an. Den bisher größten Erfolg hatte die Mannschaft im Jahr 2001 mit dem Erreichen von Gruppe 2 der Europa-/Afrikazone. 2009 erreichte die armenische Auswahl Platz 4 in Gruppe 4 der Europa-/Afrikazone und 2011 in Gruppe 3 Platz 5.
Erfolgreichster Spieler ist Harutjun Sofjan, der insgesamt 67 Matches bestritt und 36 davon gewann.